# Astragalus rytilobus
Astragalus rytilobus är en ärtväxtart som beskrevs av Aleksandr Andrejevitj Bunge. Astragalus rytilobus ingår i släktet vedlar, och familjen ärtväxter. Inga underarter finns listade i Catalogue of Life.